# Масайтобе
Масайтобе́ (каз. Масайтөбе) — село у складі Бурлінського району Західноказахстанської області Казахстану. Входить до складу Бурлінського сільського округу.
У радянські часи село називалось Масайтобек або Массайтобе.
Населення — 23 особи (2021; 36 у 2009, 91 у 1999, 171 у 1989).